# Битва под Магеровом
Битва под Магеровом (польск. Bitwa pod Magierowem) — битва армии Речи Посполитой с войсками трансильванского княжества во время Северной войны 1655—1660 годов, произошедшая 11 июля 1657 года. Коронное войско региментаря Стефана Чарнецкого победило объединённую трансильванско-казацкую армию князя Дьёрдя II Ракоци.

## Трансильванское вторжение
В конце января 1657 года с юга на территорию Речи Посполитой вторглась сильная (25 000 человек) трансильванская армия под предводительством князя Дьёрдя II Ракоци. Во второй половине февраля армия Ракоци объединилась с казацким десятитысячным корпусом Антона Ждановича, которого послал на помощь Богдан Хмельницкий. В марте к Ракоци присоединился шведский гарнизон Кракова генерала Пауля Виртца численностью 2500 солдат. В апреле князь Дьёрдь II Ракоци встретился с королем Швеции Карлом Х Густавом для совместного в мае похода на Брест.
Речь Посполитую в этом затруднительном положении спасла Дания — традиционный соперник Швеции, которая объявила войну Швеции в июне 1657 года, воспользовавшись тем, что Карл Густав крепко увяз в войне с Речью Посполитой.
Высшей точкой успехов трансильванцев в польском походе стало занятие вместе с шведским генералом Штенбоком в июне на четыре дня Варшавы. Но после того как Штенбок по приказу короля Карла Густава 22 июня двинулся в Данию, успехам Дьёрдя пришёл конец. Не надеясь больше на победу, он решил вывести своё войско назад в тринсильванию. На тот момент его насчитывала 16 тысяч солдат (вместе с наемниками-валахами и молдаванами) и 6 тысяч казаков.
Польский король Ян Казимир, не желая давать возможность Дьёрдю безнаказанно пересечь польскую границу, приказал гетману Чарнецкому, который преследовал шведов генерала Штенбока, вернуться к Ченстохове, где к нему присоединились подразделения имперской и литовской конницы под командованием Александра Полубинского, а также татары. У Чарнецкого стало около 10 000 солдат. На совещании 7-8 июля в Ланцуте было принято решение, что Чарнецкий приступит к преследованию Ракоци, тогда как корпуса Любомирского и Потоцкого отрежут трансильванцам и казакам путь до границы.
К этому времени отношения между Ракоци и Ждановичем, а также между солдатами союзников ухудшились: Жданович сетовал, что "венгры" убили около 300 казаков. Хмельницкий, узнав, что главные шведские силы теперь отправлены в Данию и что Ракоци решил вернуться в Трансильванию, приказал Ждановичу возвращаться.

## Ход битвы
Сразу же после совещания Чарнецкий двинулся за Ракоци, и его конница стала нападать на мелкие отряды противника, уничтожать обозы, перекрывать дороги и разрушать переправы.
11 июля Чарнецкий догнал главные силы Ракоци к северу от Львова, под Магеровом. Сперва авангард Чарнецкого (200 человек конницы) разбил обоз врага, который шёл за войском без охраны. Когда поляки начали грабить обоз, подошел арьергард Ракоци и отразил атаку поляков. Князь приказал всему войску построить боевой порядок, чтобы отразить натиск главных сил поляков, ибо он опасался, что к Чарнецкому уже присоединились Потоцкий и Любомирский (чего ещё на самом деле не было). Казаки во главе с Юрием Немиричем, не желая воевать, бежали с поля боя.
Вскоре Чарнецкий с основными силами ударил прямо из походного порядка по Ракоци. Его молниеносная атака заставила отступить последнего к Жолкве. Во время преследования был полностью уничтожен арьергард трансильванского войска. Воинам Чарнецкого достались почти 2000 повозок с добычей, награбленной в Польше.
На следующий день Чарнецкий нагнал Ракоци во время переправы через реку Полтву, загнав значительную часть солдат противника в болото, где многие из них утонули.
16 июля Чарнецкий встретился под Подгайцами с корпусами Любомирского и Потоцкого. Антон Жданович, поняв, что приближается катастрофа, покинул своего союзника и вернулся к Хмельницкому. Вскоре остатки войска Ракоци были вынуждены капитулировать под Чёрным Островом.

## Ссылка
- М. Грушевский. История Украины-Руси. Том IX. Раздел XII http://litopys.org.ua/hrushrus/iur912.htm
- Дмитрий Дорошенко Очерк истории Украины Том 2, раздел 2 http://varnak.psend.com/narys/ch2.html
- Наталья Яковенко «Очерк истории Украины с древнейших времен до конца XVIII века.» Раздел V КАЗАЦКАЯ ЭРА http://history.franko.lviv.ua/yak_r5-1.htm
- Смолий В. А., Степанков В. М. «Украинская национальная революция XVII ст. (1648—1676 гг.)». — (Сер. Украина сквозь века) Т.7. — К.: Альтернативы, 1999. — 352 с. ISBN 966-7217-26-4
- Радослав Сикора: «Из истории польских крылатых гусар». Киев: «Дух і літера», 2012. ISBN 978-966-378-260-7. / информация о книге в интернет-магазине украинского издателя.
- «В. В. Станиславский». ВЫШНИВЧАНСКАЯ КАТАСТРОФА ТРАНСИЛЬВАНСКОЙ АРМИИ 1657 // Энциклопедия истории Украины : в 10 т. / редкол.: В. А. Смолий (председатель) и др. ; Институт истории Украины НАН Украины. — К. : Наук. мысль, 2003. — Т. 1 : А — В. — С. 521. — 688 с. : ил. — ISBN 966-00-0734-5.